# ガイノイド GYNOIDS-SADSTORY-
『ガイノイド GYNOIDS-SADSTORY-』（ガイノイド サッドストーリー）は2005年3月25日に発売された、日本のSF特撮オリジナルDVDドラマ。1話約45分、全2話完結の2部作。

## 製作会社など
- 製作/著作：有限会社ウエストパワー
- 販売元：ケンメディア
- 制作：ウエストパワー映像製作部

## スタッフ
- プロデューサー：塩田浩司
- 脚本/監督：田倉賢一
- 音楽：Neo

## キャスト
- ミカ：小村りこ
- エル：岡崎莉子
- セラ：岡崎莉子（ ＝ 二役）
- 進藤巡査部長：谷屋俊輔
- 小池巡査部長：石神禿
- 木下整備士：Neo
- 岩清水：渡洋史
- 伊勢谷社長：伴大介
- 窃盗団：野田利之

## 登場メカ
- 軍用アンドロイド
- 作業用アンドロイド
- 思考型多脚戦車
- 思考型可変戦闘ヘリ

## 映像商品

### DVD
- ガイノイド GYNOIDS-SADSTORY-　Vol.1　2005年3月25日発売
- ガイノイド GYNOIDS-SADSTORY-　Vol.2　2005年4月28日発売

## 備考・トリヴィア
- 主演の小村りこ（現・江辺香織）は、2008年現在、ビリヤードのプロとして活躍している。上記『イヴォルバー -EVOLVER-』に続いての主演。